# Cable & Wireless
Cable & Wireless Communications plc fue una empresa británica de telecomunicaciones multinacionales con sede en Bracknell, UK, con operaciones en Pan-América (el Caribe y América Central). Se formó cuando Cable & Wireless plc escindió en 2010 para formar dos empresas (el otro es & Cable Wireless Worldwide plc).
La compañía operó bajo una serie de marcas, incluyendo CAL Wireless Panamá, Cable & CAQ y de negocios. En 2015, Cable & Wireless Communications compró Columbus Communications, y desde entonces se ha rebautizado sus operaciones CAL órdenes de Colón ' FLow marca.
En noviembre de 2015, Liberty Global anunció que compraría Cable & Wireless Communications. La compañía fue adquirida oficialmente por Liberty Global el 16 de mayo de 2016. Será someterse a un periodo de integración de seis meses en el grupo de la lila (de la Libertad de América Latina y el Caribe).

## Historia
Cables transatlánticos y las británicas y del Este Telegraph Company (1852-1901)
Los orígenes de las comunicaciones inalámbricas por cable comienzan en 1852, cuando John Pender, un comerciante de algodón de Mánchester, se unió a otros hombres de negocios, como el director de la Magnetic Telegraph Company. Esta compañía se quedó un punto específico para señalar el servicio de cable telegráfico entre Londres y Dublín, pero Pender pronto comenzó a fundar muchas otras compañías de cable telegráfico. Con el tiempo, Pender los amalgamó en una única empresa, que formaría la base para la comunicación inalámbrica y por cable. 
Debido al desarrollo temprano de un punto a otro en los servicios telegráficos, los orígenes de Cable and Wireless abarcan más de 50 compañías previas de telégrafos, radio y telecomunicaciones, muchas de ellas fundadas por el propio Pender.
Pender era un financiero de la nave de Great Eastern que sentó el primer cable telegráfico transatlántico con éxito en 1866, iniciando una nueva era de las comunicaciones telegráficas internacionales.
En 1869, Pender fundó la Falmouth, Gibraltar & Malta Cable Company y los británicos crearon la British Indian Submarine Telegraph Company. Ambas compañías lograron completar la conexión por cable entre Londres y Bombay en 1870 (el cable Londres - Bombay fue el primero en aterrizar en Porthcurno en Cornualles, un lugar que se convirtió en centro mundial de la compañía y ahora alberga su archivo y un museo del telégrafo). Mientras tanto, la China Submarine Telegraph Company se dedicó a conectar Singapur y Hong Kong, que eran por aquel entonces las principales posesiones de Gran Bretaña en Asia oriental. A todas estas empresas les suministraba el cable la otra compañía de Pender, Telcon, la cual también proporcionaba el cable de Marsella a Malta, lo que permitía a Francia tener conexión con sus colonias del norte de África y Asia.
En 1872 las tres compañías mencionadas en el párrafo anterior se fusionaron, dando lugar a la Eastern Telegraph Company, con Pender como presidente. Posteriormente, la Eastern Telegraph Company se fue apropiando de numerosas empresas fundadas para conectar la Indias Occidentales y América del Sur.
Aumento de la tecnología inalámbrica y la transición a C & W Ltd (1901-1945)
Desde 1900, el cuasi-monopolio en las comunicaciones internacionales que gozan las compañías de cable se vio amenazada por el desarrollo de la tecnología de radio inalámbrica. De Marconi Wireless Telegraph Company desarrolló gradualmente una cadena de buques que utilicen comunicaciones por radio de onda corta que podrían competir comercialmente con los cables submarinos. En 1924 Marconi logró llamar por teléfono a Australia utilizando la radio de onda corta y en el mismo año se le dio un contrato por la Oficina de Correos británica para establecer circuitos con Canadá, Australia, África del Sur y la India (llamado el servicio inalámbrico haz de oficina de correos).
La Conferencia Imperial inalámbricas y por cable 1928 se convocó para establecer la mejor manera de manejar estas dos tecnologías y proteger los intereses británicos. Esto condujo a una decisión de fusionar los métodos de comunicación del Imperio Británico en una empresa operadora, inicialmente conocido como el Imperial y Comunicaciones Internacionales Ltd, y cambió a Cable and Wireless Limited en 1934. En 1936, Sir Edward Wilshaw fue nombrado presidente de la compañía. 
Nacionalización y privatización época (1945-1999)
Tras el partido laborista victoria 's en las elecciones generales de 1945, el gobierno británico ha anunciado su intención de nacionalizar Cable and Wireless, que se llevó a cabo en 1947. [9] La compañía continuó sus propios activos y operar servicios de telecomunicaciones fuera del Reino Unido, pero todos los activos en el Reino Unido fueron integrados con los de la oficina de correos, que operaba el monopolio nacional de telecomunicaciones del Reino Unido. 
En 1979, el Partido Conservador gobierno dirigido por Margaret Thatcher comenzó la privatización de las industrias nacionalizadas. Cable & Wireless fue la primera privatización, con la venta del 49% en noviembre de 1981 (el 51% restante se vendió en dos tramos en 1983 y 1985). 
Parte de la privatización incluía la concesión de una licencia para una red de telecomunicaciones del Reino Unido, Mercury Communications Ltd , como un rival de British Telecom . Se estableció como una filial de Cable & Wireless. Barclays y British Petroleum eran los otros inversores originales. Fueron comprados por Cable & Wireless en 1984. El mercurio Comunicaciones fue licenciado por primera vez en 1982 y se convirtió en un completo operador de telecomunicaciones públicas en 1984.
One2One se estableció como el nombre comercial de Mercury Personal Communications, una sociedad de riesgo compartido a partes iguales por Cable & Wireless y US West International, una división de US West Media Group. One 2 One lanzó sus servicios de comunicaciones móviles en el mercado del Reino Unido en 1993. 
En octubre de 1996, el mercurio se fusionó con tres operadores de cable en el Reino Unido (Vidéotron , NYNEX y Bell Cable medios de comunicación) y se renombró Comunicaciones Inalámbricas Cable & (en la que Cable & Wireless plc poseían una participación del 53%). 
Después de esto, el grupo se embarcó en un programa de venta importante, la venta de One 2 One para T-Mobile en 1999, y luego vender su participación en operaciones de consumo de la CAQ a NTL en 2000 (ahora Virgin Media).
La expansión internacional de C & W (1981-2006)
Durante este período de Cable & Wireless a introducir varios mercados que siguen siendo una parte importante del grupo de comunicaciones inalámbrica y por cable.
En 1997, Cable & Wireless adquirió una participación del 50% del INTEL de Panamá (Instituto Nacional de Telecomunicaciones). La compañía ahora se llama Cable & Wireless Panamá.
En 2004, el grupo compró una participación de control en Mónaco Telecom de Vivendi Universal.
Transición a una escisión (2006-2010)
En 2006, el presidente del grupo, Sir Richard Lapthorne tomó la decisión de dividir el negocio en dos divisiones: Cable & Wireless International '- que logró compañías de telecomunicaciones del grupo en diversos países; y de Cable & Wireless Europa, Asia y los Estados Unidos "- se centraron en el mercado de la empresa con una fuerte presencia en el Reino Unido. En noviembre de 2009, la junta Cable and Wireless plc ha anunciado su intención de proceder a la separación.
Enfoque Pan-América (2010 a la fecha)
Las empresas afectados por la escisión el 26 de marzo de 2010 en Cable & Wireless Communications (antes Cable & Wireless International) y Cable & Wireless Worldwide (antes Cable & Wireless Europa, Asia y Estados Unidos). [22] Cable & Wireless Worldwide fue posteriormente adquirida por Vodafone el 27 de julio de 2012. [23]
Cable & Wireless Communications en 2010 tenían una cartera global de los operadores de telecomunicaciones en las pequeñas y medianas mercados. El Directorio de la compañía determinó que sería difícil generar las economías de escala necesarias en la industria de las telecomunicaciones a partir de una cartera tan diversa y tan decidido a centrar el negocio en la región Pan-América donde posee un número de empresas en el Caribe y Panamá .
Entre 2010 y 2013 la compañía se deshizo de una serie de empresas, en las Bermudas, las Islas del Canal y la Isla de Man, Maldivas, Atlántico Sur y Macao. La compañía también compró una participación del 51% en las Bahamas Empresa de Telecomunicaciones de 2011. 7 de abril 
En 2014 Cable & Wireless Communications vendió su participación en Mónaco Telecom para el empresario francés Xavier Niel. 
El 17 de noviembre de 2015, Liberty Global confirmó que había hecho una oferta para comprar la empresa. Ambas compañías llegaron a un acuerdo sobre la oferta en febrero de 2016. 

## Operaciones
En la región Pan-América Cable & Wireless Communications posee 14 empresas en el Caribe y tiene una participación minoritaria en TSTT en Trinidad. En Centroamérica que posee el 49%, y tiene el control de gestión, de Cable & Wireless Panamá, la empresa de telecomunicaciones líder de servicio completo en Panamá.
Panamá
Su negocio de Panamá, que ejerce sus actividades con Cable & Wireless (Panamá), es un proveedor de la telefonía móvil, telefonía fija, banda ancha y servicios de televisión en ese país. También proporcionan servicios de telecomunicaciones a las empresas y los gobiernos.
Caribe
En el Caribe, las comunicaciones inalámbricas y por cable ejerce sus actividades con FLOW , excepto en las Bahamas, donde el negocio es de marca BTC . Es un proveedor de telecomunicaciones de servicio completo y es el líder en la mayoría de los mercados que atiende y los servicios que presta.
Cable & Wireless Communications también posee una participación minoritaria (49%) en Servicios de Telecomunicaciones de Trinidad y Tobago (TSTT).
Seychelles
Comunicaciones inalámbricas y por cable opera en las Seychelles como Cable & Wireless Seychelles.